# Крізбав
Крізбав (рум. Crizbav) — село у повіті Брашов в Румунії. Адміністративний центр комуни Крізбав.
Село розташоване на відстані 160 км на північ від Бухареста, 20 км на північний захід від Брашова.

## Населення
За даними перепису населення 2002 року у селі проживали 1407 осіб.
Національний склад населення села:
| Національність | Кількість осіб | Відсоток |
| -------------- | -------------- | -------- |
| румуни         | 938            | 66,7%    |
| угорці         | 405            | 28,8%    |
| цигани         | 59             | 4,2%     |
| німці          | 5              | 0,4%     |

Рідною мовою назвали:
| Мова      | Кількість осіб | Відсоток |
| --------- | -------------- | -------- |
| румунська | 965            | 68,6%    |
| угорська  | 439            | 31,2%    |